# Stattena

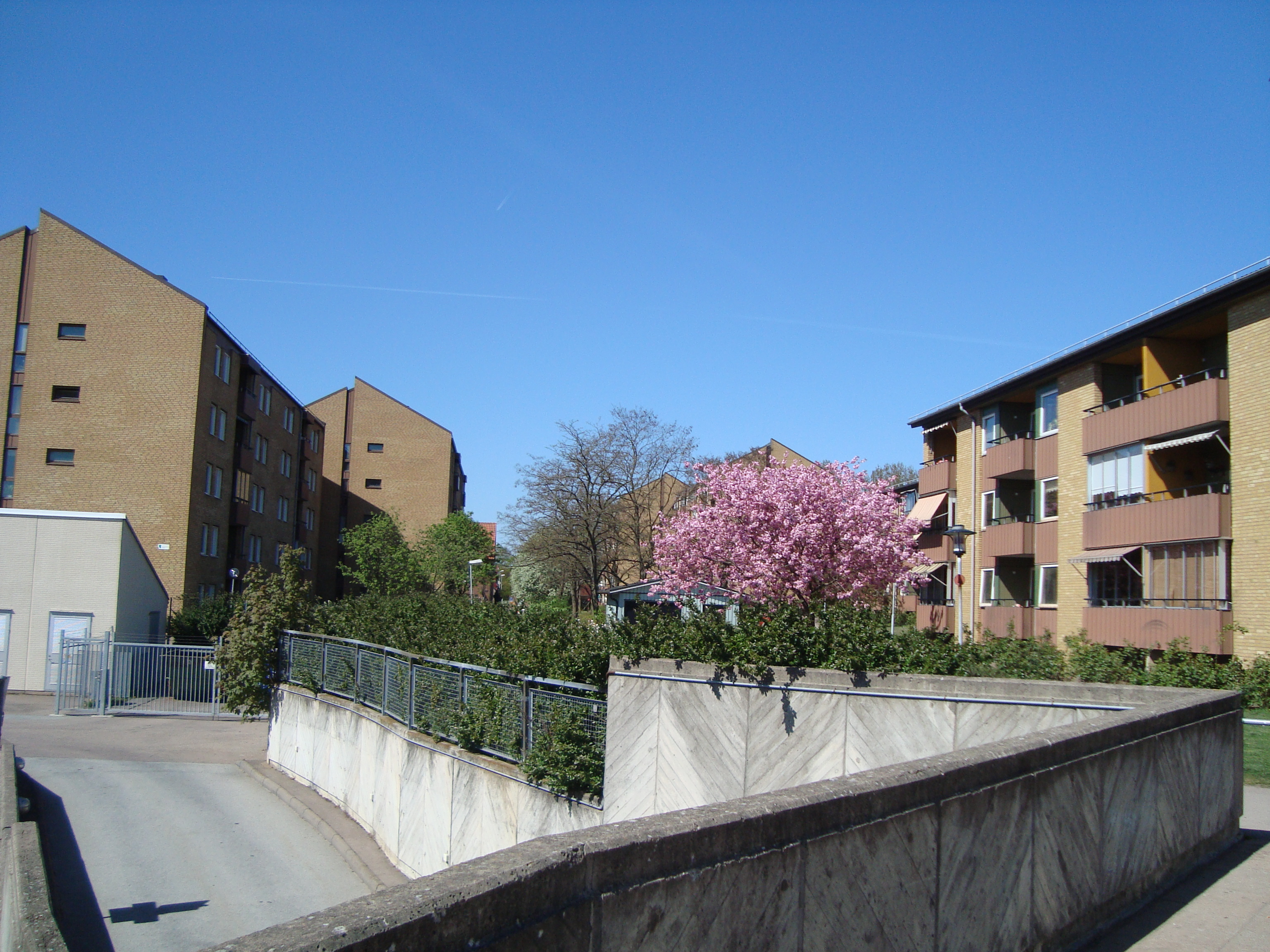
Senmodernistisk bebyggelse bakom Stattena centrum.

Stattena [statteːna] är en stadsdel i norra Helsingborg som avgränsas av Hälsovägen/Ängelholmsvägen i söder, Norra Stenbocksgatan i väster, Ringstorpsvägen i öster och Johan Banérs gata i norr. Den 31 december 2020 hade statistikområdet Stattena 2 879 invånare.
Det är oklart varför stadsdelen Stattena kallas så. En vanlig teori är att den fick sitt namn under den tid då det var fråga om ett ensamt hus ute på ett fält strax utanför stadens gamla staket. Stå för sig själv och en bit utanför stadskärnan och i Hälsovägens förlängning stod huset där ensamt, ensligt och ena. Detta blev sedan till Stattena, på sin tid också känt som slutstation för några spårvagnslinjer.

## Historia
Fram till 1700-talet användes området som fäladsmark av stadens invånare, men vid slutet av århundradet anlades ett antal kronotorp i anslutning till Ringstorpsvägen och Ängelholmsvägen. Dessa var Stattenahus, Ladugårdshus och längre norrut Ringstorpshus. Landsvägarna från Ängelholm och Kullabygden möttes här och trafiken till staden fördes genom den anslutande Långvinkelsgatan, något som bidrog till att krogen Stattenahus inrättades.
Under första hälften av 1800-talet förtätades området då flera tomter styckades ut ur kronotorpens mark. Det till kom även fler krogar i korsningen mellan Långvinkelsgatan och Hälsovägen - "Plottas krog" och senare Norrbro krog (1870). Vidare uppfördes här en väderkvarn i holländsk stil (Ringstorpskvarnen) och senare landeriet Ringstorp. 1851 brann Stattenahus och Ladugårdshus ner till grunden, vilket öppnade möjligheten för att omdana hela stadsdelen. Ett 30-tal hus uppfördes på tomterna under 1850- och 60-talen. På 1870-talet började även en del industri uppstå i området; Ringstorpskvarnen gjordes om till Ångkvarn och senare grundades Ringstorps Ångbryggeri. Under tiden växte området stadigt med enkel bruks- och arbetarbebyggelse i ett plan. Bebyggelsen var helt oreglerad fram till 28 november 1890, då Helsingborgs landsförsamlings municipalsamhälle bildades, vilket ledde till en mer kontrollerad planläggning och en mer stadslik miljö. Huvuddelen av municipalsamhället uppgick i Helsingborgs stad 1905 och kvarvarande del 1907.
I början av 1900-talet förbättrades förbindelserna med andra stadsdelar då två spårvägslinjer (nr 4 och 5) drogs ut till förorten Stattena. De sista spårvagnarna upphörde att rulla i samband med högertrafikomläggningen 1967. I takt med att bebyggelsen förtätades växte Stattena ihop med den egentliga staden. Ett industriområdet växte fram längs Ängelholmsvägen. 1907 förklarade Helsingborgs stadsfullmäktige att stadsdelen med sin till stor del trånga och oreglerade bebyggelse var en sanitär olägenhet, vilket förvisso förändrades efter detta i och med nya anläggningar.
När ny tankar inom arkitektur och stadsplanering fick sina genombrott genomgick Stattena på 1930-talet en stor omdaning. Stadsdelen hade nu vuxit ihop med Helsingborg och man försåg området med en funktionalistisk bebyggelse, särskilt kring Norra Stenbocksgatan. Det gamla Hotell Norrbro revs och ersattes 1939-40 med Norrbrohuset. Dragningen av E4:an längs Ängelholmsvägen gjorde att Norrbroplats, som tidigare varit en central plats i stadsdelen, förlorade sin prägel som stadsdelstorg i och med den tunga biltrafik som passerade dagligen.
Till slut revs nästan all kvarvarande småskaliga bebyggelse för att ge plats åt Stattena centrum och omgivande bostadshus. Inte ens gatunätet sparades.

## Etymologi
Ortnamnet kommer från benämningen "statt ena", alltså "stå ensam" på gammal skånska, vilket i Skåne var ett vanligt namn på ett hus eller mindre samling hus som står ensamma en bit utanför den centrala bebyggelsen och förekommer på ett fyrtiotal platser i landskapet. Uttalet ska därför ha betoning på "Statt" och ett långt e i "ena". Det har funnits teorier om att ortnamnet ska vara en förvrängning av ordet "stättorna" i betydelsen ängarna, eller att det ska komma från tyskans Stadt ende (stadens slut), men på en karta från 1787 av Daniel Björkegren och Carl Egerström ser man att det ungefär vid Norrbro ligger en byggnad som benämns "Stadt Ena", vilket bekräftar att den handlar om en ensamstående byggnad eller bebyggelse.

## Befolkningsutveckling
| Befolkningsutvecklingen i Stattena 2000–2020 | Befolkningsutvecklingen i Stattena 2000–2020 | Befolkningsutvecklingen i Stattena 2000–2020 | Befolkningsutvecklingen i Stattena 2000–2020 | Befolkningsutvecklingen i Stattena 2000–2020 |
| -------------------------------------------- | -------------------------------------------- | -------------------------------------------- | -------------------------------------------- | -------------------------------------------- |
|                                              |                                              |                                              |                                              |                                              |
| År                                           |                                              |                                              | Folkmängd                                    |                                              |
| 2000                                         | 2000                                         |                                              | 2 571                                        |                                              |
| 2001                                         | 2001                                         |                                              | 2 481                                        |                                              |
| 2002                                         | 2002                                         |                                              | 2 458                                        |                                              |
| 2003                                         | 2003                                         |                                              | 2 476                                        |                                              |
| 2004                                         | 2004                                         |                                              | 2 498                                        |                                              |
| 2005                                         | 2005                                         |                                              | 2 549                                        |                                              |
| 2006                                         | 2006                                         |                                              | 2 546                                        |                                              |
| 2007                                         | 2007                                         |                                              | 2 547                                        |                                              |
| 2008                                         | 2008                                         |                                              | 2 516                                        |                                              |
| 2009                                         | 2009                                         |                                              | 2 592                                        |                                              |
| 2010                                         | 2010                                         |                                              | 2 570                                        |                                              |
| 2011                                         | 2011                                         |                                              | 2 564                                        |                                              |
| 2012                                         | 2012                                         |                                              | 2 614                                        |                                              |
| 2013                                         | 2013                                         |                                              | 2 661                                        |                                              |
| 2014                                         | 2014                                         |                                              | 2 744                                        |                                              |
| 2015                                         | 2015                                         |                                              | 2 811                                        |                                              |
| 2016                                         | 2016                                         |                                              | 2 849                                        |                                              |
| 2017                                         | 2017                                         |                                              | 2 858                                        |                                              |
| 2018                                         | 2018                                         |                                              | 2 951                                        |                                              |
| 2019                                         | 2019                                         |                                              | 2 929                                        |                                              |
| 2020                                         | 2020                                         |                                              | 2 879                                        |                                              |

## Demografi

### Befolkningssammansättning
Statistikområdet Stattena hade 2 879 invånare den 31 december 2020, vilket utgjorde 2,5 % av befolkningen i hela Helsingborgs tätort (här alla statistikområden i Helsingborgs kommuns innerområde, motsvarande Helsingborgs tätort inklusive vissa närliggande småorter). Medelåldern var vid samma tid 42,9 år, vilket var något högre än medelåldern i Helsingborgs om helhet med 40,7 år. Den största åldersgruppen inom statistikområdet var 20 till 29 år med 18,7 %. Andelen barn och ungdomar var däremot lägre än för Helsingborg som helhet.
Andelen personer med utländsk bakgrund, alltså personer som antingen är födda utanför Sverige eller har föräldrar som båda är födda utanför Sverige, var inom statistikområdet 20,8 %, vilket var lägre än genomsnittet än för övriga Helsingborg med 30,3 %. Av de som är födda utanför Sverige är en något större andel födda i Norden och övriga Europa och en något mindre andel födda i övriga Världen än för Helsingborg som helhet.
| Åldersfördelning (2020) |        |  |  |  |
| Åldersgrupp             | Andel  |  |  |  |
| 0–9                     | 8,8 %  |  |  |  |
| 0–9                     | 11,5 % |  |  |  |
| 10–19                   | 7,0 %  |  |  |  |
| 10–19                   | 10,7 % |  |  |  |
| 20–29                   | 18,7 % |  |  |  |
| 20–29                   | 14,7 % |  |  |  |
| 30–39                   | 14,8 % |  |  |  |
| 30–39                   | 14,1 % |  |  |  |
| 40–49                   | 11,8 % |  |  |  |
| 40–49                   | 12,1 % |  |  |  |
| 50–59                   | 12,1 % |  |  |  |
| 50–59                   | 12,5 % |  |  |  |
| 60–69                   | 11,9 % |  |  |  |
| 60–69                   | 10,3 % |  |  |  |
| 70–79                   | 8,8 %  |  |  |  |
| 70–79                   | 8,8 %  |  |  |  |
| 80–                     | 6,0 %  |  |  |  |
| 80–                     | 5,1 %  |  |  |  |
|                         |        |  |  |  |
|                         |        |  |  |  |
| Medelålder              | 42,9   |  |  |  |
| Medelålder              | 40,7   |  |  |  |

| Utländsk bakgrund (2020)                |        |  |  |  |
|                                         |        |  |  |  |
| Andel                                   | 20,8 % |  |  |  |
| Andel                                   | 30,3 % |  |  |  |
| Födelseland (för födda utanför Sverige) |        |  |  |  |
| Region                                  | Andel  |  |  |  |
| Övriga Norden                           | 9,2 %  |  |  |  |
| Övriga Norden                           | 7,3 %  |  |  |  |
| Övriga Europa                           | 43,8 % |  |  |  |
| Övriga Europa                           | 37,8 % |  |  |  |
| Övriga Världen                          | 47,0 % |  |  |  |
| Övriga Världen                          | 54,8 % |  |  |  |

### Utbildning och inkomst
Stattena hade den 31 december 2020 en utbildningsnivå i någorlunda paritet med Helsingborg som helhet. Andelen invånare mellan 20 och 64 år med endast förgymnasial utbildning var däremot lägre än genomsnittet för staden medan andelen med treårig gymnasieutbildning var något högre än genomsnittet. Medelinkomsten för statistikområdet uppgick 2020 till 370 700 kronor jämfört med 402 800 kronor för Helsingborg som helhet. Kvinnornas medellön var 85,0 % av männens, vilket var en något mindre löneskillnad än för hela Helsingborgs tätort där andelen uppgick till ungefär 80 %.
| Utbildningsnivå (2020) |        |  |  |  |
| Utbildning             | Andel  |  |  |  |
| Förgymnasial           | 11,6 % |  |  |  |
| Förgymnasial           | 13,2 % |  |  |  |
| Gymnasial (≤2 år)      | 15,7 % |  |  |  |
| Gymnasial (≤2 år)      | 16,8 % |  |  |  |
| Gymnasial (3 år)       | 28,9 % |  |  |  |
| Gymnasial (3 år)       | 25,8 % |  |  |  |
| Eftergymn. (<3 år)     | 17,7 % |  |  |  |
| Eftergymn. (<3 år)     | 16,8 % |  |  |  |
| Eftergymn. (≥3 år)     | 24,0 % |  |  |  |
| Eftergymn. (≥3 år)     | 24,4 % |  |  |  |
| Ingen uppgift          | 2,2 %  |  |  |  |
| Ingen uppgift          | 3,0 %  |  |  |  |

| Förvärvsinkomst (2020) |         |  |  |  |
| Kön                    | Inkomst |  |  |  |
| Kvinnor                | 340,9   |  |  |  |
| Kvinnor                | 356,9   |  |  |  |
| Män                    | 401,2   |  |  |  |
| Män                    | 446,6   |  |  |  |
| Samtliga               | 370,7   |  |  |  |
| Samtliga               | 402,8   |  |  |  |

### Sysselsättning och hälsa
Arbetslösheten för personer mellan 20 och 64 år uppgick år 2020 till totalt 8,7 %, vilket var under genomsnittet i staden. Arbetslöshetstalen var desamma för kvinnor och män. Den öppna arbetslösheten var 4,6 %. Andelen förvärvsarbetande uppgick till totalt 77,6 %. Av de med arbete i stadsdelen pendlade 1 347 personer till arbeten utanför stadsdelen, medan 1 736 pendlade in från utanför Stattena till arbeten i stadsdelen.
Det genomsnittliga antalet utbetalda dagar med sjukpenning, arbetsskadesjukpenning, rehabiliteringspenning, sjukersättning och aktivitetsersättning från socialförsäkringen för stadsdelen uppgick år 2020 till 28 dagar, vilket var högre än de 23 dagar för Helsingborg som helhet. Ohälsotalet var större för kvinnorna än för männen.
| Arbetslöshet (2020) |        |  |  |  |
| Kön                 | Andel  |  |  |  |
| Kvinnor             | 8,7 %  |  |  |  |
| Kvinnor             | 9,8 %  |  |  |  |
| Män                 | 8,7 %  |  |  |  |
| Män                 | 10,2 % |  |  |  |
| Samtliga            | 8,7 %  |  |  |  |
| Samtliga            | 11,1 % |  |  |  |

| Ohälsotal (2020) |       |  |  |  |
| Kön              | Dagar |  |  |  |
| Kvinnor          | 31    |  |  |  |
| Kvinnor          | 27    |  |  |  |
| Män              | 25    |  |  |  |
| Män              | 19    |  |  |  |
| Samtliga         | 28    |  |  |  |
| Samtliga         | 23    |  |  |  |